# Olympische Sommerspiele 1992/Kanu – Einer-Kajak 500 m (Frauen)
Die Wettkämpfe im Einer-Kajak über 500 Meter bei den Olympischen Sommerspielen 1992 wurden vom 3. bis 7. August 1992 im spanischen Küstenort Castelldefels ausgetragen.
Olympiasiegerin wurde Birgit Fischer, die hier ihren vierten Titel bei Olympischen Spielen holte.

## Ergebnisse

### Vorläufe
Die Vorläufe dienten lediglich dazu, die Boote auf die Halbfinalläufe zu verteilen.

#### Vorlauf 1
| Rang | Athletin         | Nation      | Zeit        |
| ---- | ---------------- | ----------- | ----------- |
| 1    | Birgit Fischer   | Deutschland | 1:52,49 min |
| 2    | Rita Kőbán       | Ungarn      | 1:53,36 min |
| 3    | Josefa Idem      | Italien     | 1:54,08 min |
| 4    | Izabela Dylewska | Polen       | 1:55,72 min |
| 5    | Ursula Profanter | Österreich  | 1:56,25 min |
| 6    | Yvonne Knudsen   | Dänemark    | 2:01,09 min |
| 7    | Dene Simpson     | Südafrika   | 2:06,62 min |

#### Vorlauf 2
| Rang | Athletin           | Nation     | Zeit        |
| ---- | ------------------ | ---------- | ----------- |
| 1    | Susanne Gunnarsson | Schweden   | 1:54,14 min |
| 2    | Caroline Brunet    | Kanada     | 1:56,32 min |
| 3    | Sabine Goetschy    | Frankreich | 1:57,68 min |
| 4    | Ingrid Haralamow   | Schweiz    | 1:58,74 min |
| 5    | Susana Torrejón    | Spanien    | 2:03,76 min |

#### Vorlauf 3
| Rang | Athletin         | Nation             | Zeit        |
| ---- | ---------------- | ------------------ | ----------- |
| 1    | Shelia Conover   | Vereinigte Staaten | 1:54,57 min |
| 2    | Sanda Toma       | Rumänien           | 1:55,24 min |
| 3    | Irina Waag       | Vereintes Team     | 1:57,47 min |
| 4    | Alison Thorogood | Großbritannien     | 1:57,63 min |

### Halbfinalläufe
Die ersten vier Boote des jeweiligen Halbfinals und der zeitbessere Fünfte erreichten das Finale.

#### Halbfinale 1
| Rang | Athletin         | Nation             | Zeit        |
| ---- | ---------------- | ------------------ | ----------- |
| 1    | Josefa Idem      | Italien            | 1:51,56 min |
| 2    | Birgit Fischer   | Deutschland        | 1:52,13 min |
| 3    | Caroline Brunet  | Kanada             | 1:52,69 min |
| 4    | Ursula Profanter | Österreich         | 1:52,86 min |
| 5    | Shelia Conover   | Vereinigte Staaten | 1:53,05 min |
| 6    | Irina Waag       | Vereintes Team     | 1:56,71 min |
| 7    | Susana Torrejón  | Spanien            | 2:00,33 min |
| 8    | Dene Simpson     | Südafrika          | 2:02,42 min |

#### Halbfinale 2
| Rang | Athletin           | Nation         | Zeit        |
| ---- | ------------------ | -------------- | ----------- |
| 1    | Rita Kőbán         | Ungarn         | 1:50,97 min |
| 2    | Izabela Dylewska   | Polen          | 1:51,61 min |
| 3    | Sabine Goetschy    | Frankreich     | 1:51,98 min |
| 4    | Susanne Gunnarsson | Schweden       | 1:52,30 min |
| 5    | Sanda Toma         | Rumänien       | 1:52,82 min |
| 6    | Ingrid Haralamow   | Schweiz        | 1:55,63 min |
| 7    | Yvonne Knudsen     | Dänemark       | 1:57,94 min |
| 8    | Alison Thorogood   | Großbritannien | 1:58,23 min |

### Finale
| Rang | Athletin           | Nation      | Zeit        |
| ---- | ------------------ | ----------- | ----------- |
| 1    | Birgit Fischer     | Deutschland | 1:51,80 min |
| 2    | Rita Kőbán         | Ungarn      | 1:51,96 min |
| 3    | Izabela Dylewska   | Polen       | 1:52,36 min |
| 4    | Josefa Idem        | Italien     | 1:52,78 min |
| 5    | Ursula Profanter   | Österreich  | 1:53,17 min |
| 6    | Sabine Goetschy    | Frankreich  | 1:53,53 min |
| 7    | Caroline Brunet    | Kanada      | 1:54,82 min |
| 8    | Sanda Toma         | Rumänien    | 1:54,84 min |
| 9    | Susanne Gunnarsson | Schweden    | 1:55,55 min |